# Castrum (stolica tytularna)
Castrum (łac. Diocesis Castrensis, wł. Diocesi di Castro) – stolica historycznej diecezji w Italii erygowanej około roku 680, a skasowanej w roku 1649.
Współczesne miasto Ischia di Castro znajduje się w Prowincji Viterbo we Włoszech. Obecnie katolickie biskupstwo tytularne ustanowione w 1968 przez papieża Pawła VI.

## Biskupi tytularni
| Lp. | Biskup                    | Funkcja                                         | Od               | Do               |
| --- | ------------------------- | ----------------------------------------------- | ---------------- | ---------------- |
| 1   | Edgar Aristide Maranta    | emerytowany arcybiskup Dar-es-Salaam (Tanzania) | 19 grudnia 1968  | 29 stycznia 1975 |
| 2   | Estanislao Esteban Karlic | biskup pomocniczy Kordoby (Argentyna)           | 6 czerwca 1977   | 19 stycznia 1983 |
| 3   | Juan Antonio Ugarte Pérez | biskup pomocniczy Abancay (Peru)                | 18 sierpnia 1983 | 15 marca 1997    |
| 4   | Rimantas Norvila          | biskup pomocniczy Kowna (Litwa)                 | 28 maja 1997     | 5 stycznia 2002  |
| 5   | Patrick Lynch             | biskup pomocniczy Southwark (Wielka Brytania)   | 28 grudnia 2005  |                  |